# Acer wardii
Acer wardii é uma espécie de árvore do gênero Acer, pertencente à família Aceraceae.